# Antonivka, Domanivka
Antonivka (în ucraineană Антонівка) este un sat în comuna Marînivka din raionul Domanivka, regiunea Mîkolaiiv, Ucraina.

## Demografie
Componența lingvistică a localității Antonivka
     Ucraineană (90,36%)
     Română (8,43%)
     Rusă (1,2%)
Conform recensământului din 2001, majoritatea populației localității Antonivka era vorbitoare de ucraineană (90,36%), existând în minoritate și vorbitori de română (8,43%) și rusă (1,2%).